# イキケ県
イキケ県（スペイン語: Provincia de Iquique）は、チリ北部のタラパカ州 (I) にある2つの県のうちの1つである。県都は港町のイキケ。

## 歴史
2007年10月まで、県はハイ・オスピス、カミナ、コルチャネ、ウアラ、イキケ、ピカ、パソ・アルモンテの7つのコムーナから構成されていた。しかし、アリカ州とパリナコータ州が新設され、県の多く、特にウアラ、カミナ、コルチャネ、パソ・アルモンテ、ピカの自治体は、タマルガル県に移動した。現在、イキケ県は2つのコムーナからなっている。

## 地理と人口動態
以下は、国立統計研究所（INE）の2002年国勢調査による。
- 面積：2,835.3 km2 (1,095 sq mi)
- 人口：216,419人
  - 男性：108,897人
  - 女性：107,522人
- 人口密度：76.3人/k㎡（198人/平方マイル）
- 人口増加率：30.8%（50,959人） - 1992年〜2002年

## 行政
県であるイキケは、第二級行政区画であり、県都イキケとアルト・オスピシオの2つのコムーナ（スペイン語：comunas）から構成される。県知事は大統領が任命する。Felipe Rojas Andradeは、大統領のセバスティアン・ピニェラに任命された。